# Diaphanes niveus
Diaphanes niveus is een keversoort uit de familie glimwormen (Lampyridae). De wetenschappelijke naam van de soort is voor het eerst geldig gepubliceerd in 2001 door Jeng & Satô in Jeng, Lai, Yang & Satô.